# Jeu de karting

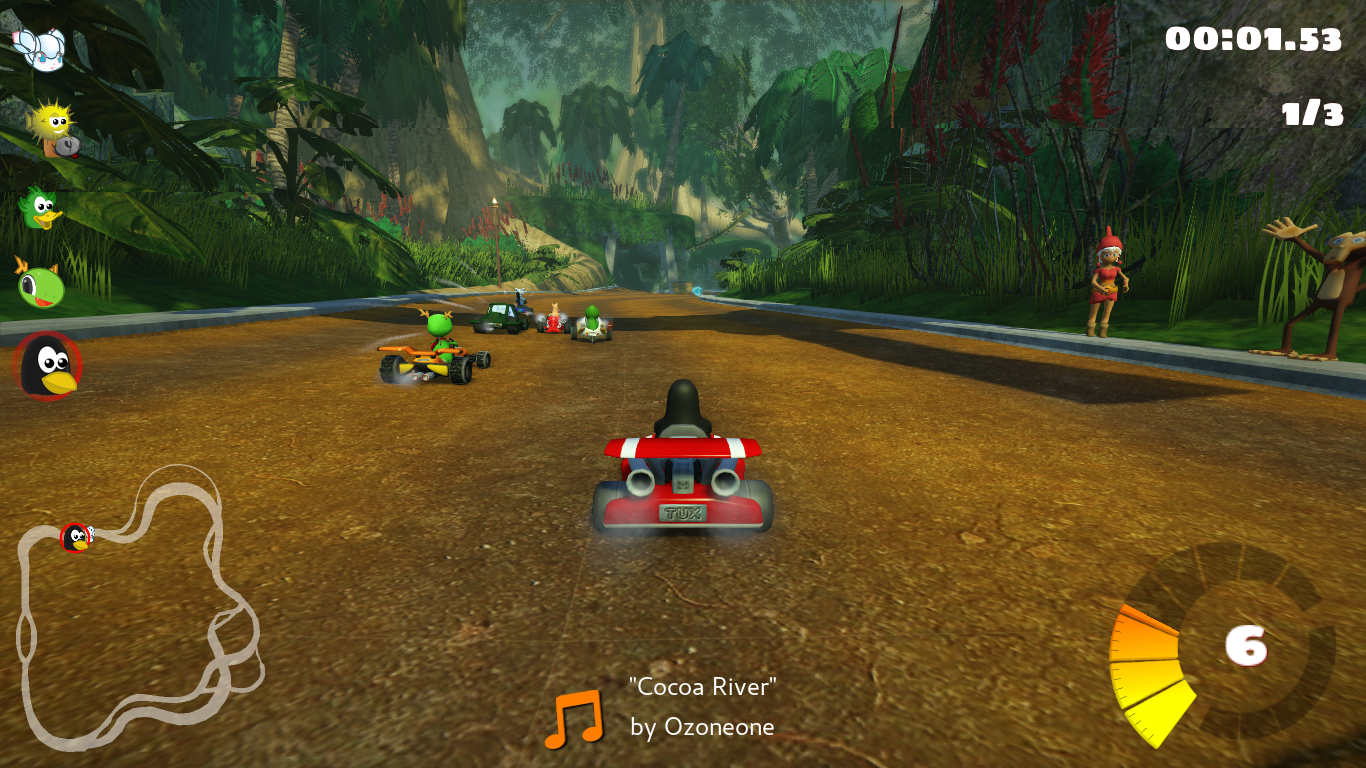
SuperTuxKart est un jeu de course de karts mettant en scène des mascottes de logiciels open source.

Un jeu de karting, également connu sous le nom de jeu de course de kart, est un sous-genre du jeu vidéo de course. Les jeux de course de kart ont simplifié les mécanismes de conduite tout en incluant des conceptions de circuits de course inhabituelles, des obstacles et des combats de véhicules. Bien que le genre ait ses racines dans les années 1980, Super Mario Kart (1992) l'a popularisé, la série Mario Kart étant toujours considérée comme la plus importante franchise de jeux de karting.

## Mécanismes et caractéristiques
Les jeux de karting sont connus pour avoir une mécanique de conduite simplifiée, tout en ajoutant des obstacles, des pistes de course au design inhabituel et divers éléments d'action. Les jeux de karting sont également connus pour faire appel à des personnages fictifs, en particulier des franchises médiatiques, pour conduire des véhicules au design inhabituel, qui reflètent souvent le trait de caractère ou la personnalité du personnage qui le conduit. Les jeux de karting offrent une expérience plus proche de l'arcade que les autres jeux de course et proposent généralement un gameplay exagéré dans lequel les personnages des joueurs peuvent se lancer des projectiles, collecter des bonus pour gagner de l'avance ou exécuter des techniques spéciales pour augmenter leur vitesse,. Dans ces jeux, les véhicules se déplacent généralement comme des karts ou des scooters, sans levier de vitesse ni pédale d'embrayage,.
Les jeux de karting sont distincts des simulateurs de karting et ne doivent pas être confondus avec ces derniers. Il s'agit d'un sous-genre de jeux de simulation de course qui simule une véritable course de kart sans éléments de gameplay excessifs.

## Histoire
Power Drift présentait des courses de kart en 1988, mais Super Mario Kart (1992) est considéré comme le point de départ du genre des courses de kart, étant le premier jeu de karting à intégrer des éléments de combat dans les courses. Depuis lors, plus de 50 jeux de course de karts ont été publiés, avec des personnages allant de Nicktoons à South Park.
La série Mario Kart est souvent considérée comme le pionnier des jeux de course de kart, dépassant d'autres jeux populaires comme Diddy Kong Racing,. Bien que le genre semble avoir été le plus populaire parmi les développeurs dans les années 1990, Mario Kart 8 Deluxe (2017), Mario Kart DS (2005) et Mario Kart Wii (2008) sont devenus trois des jeux de course de kart les plus vendus.